# Внутрішнє море Гоцо

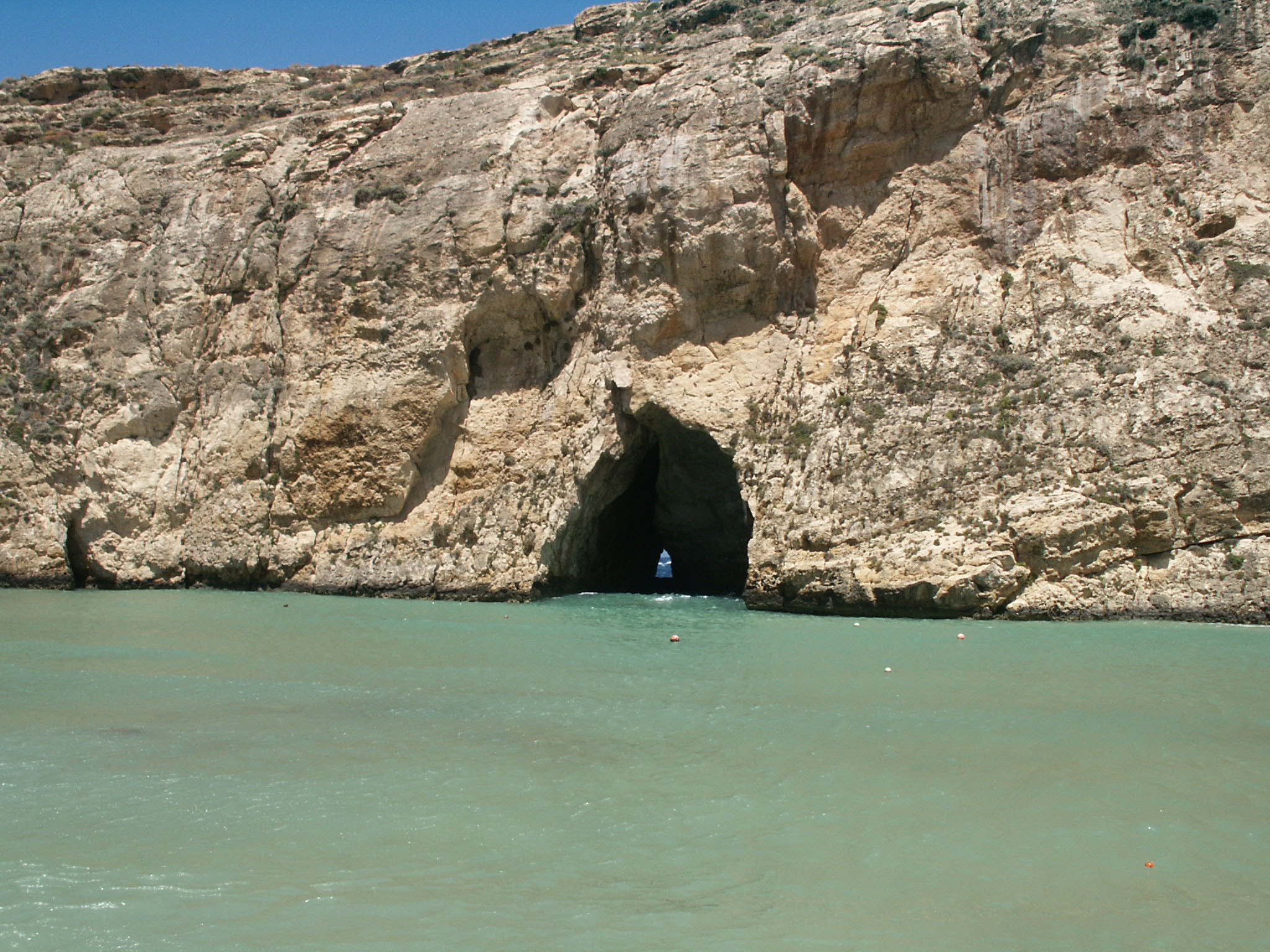
Внутрішнє море Гоцо 28 травня 2002 року

Вну́трішнє мо́ре, іноді зване по-мальтійськи Каура (мальт. Qawra), — лагуна з морською водою на острові Гоцо, поєднана з Середземним морем через протоку у вигляді вузької природної арки.
Ймовірно воно сформувалося з утвореного в геологічному розломі в вапняку морської печери, звід якої обрушився.
З одного боку лагуни тихий пологий кам'янистий пляж з кількома рибальськими хатинами. Човни часто причалюють до кам'янистого берега. Неглибоке дно лагуни також здебільшого з гальки та каменів. Коли ви пропливаєте через тунель назустріч відкритого моря, звід знижується серією виступів на глибину до 35 метрів зовні. Жак-Ів Кусто говорив, що у Внутрішньому морі Гоцо він здійснив одне з десяти найкращих підводних занурень.

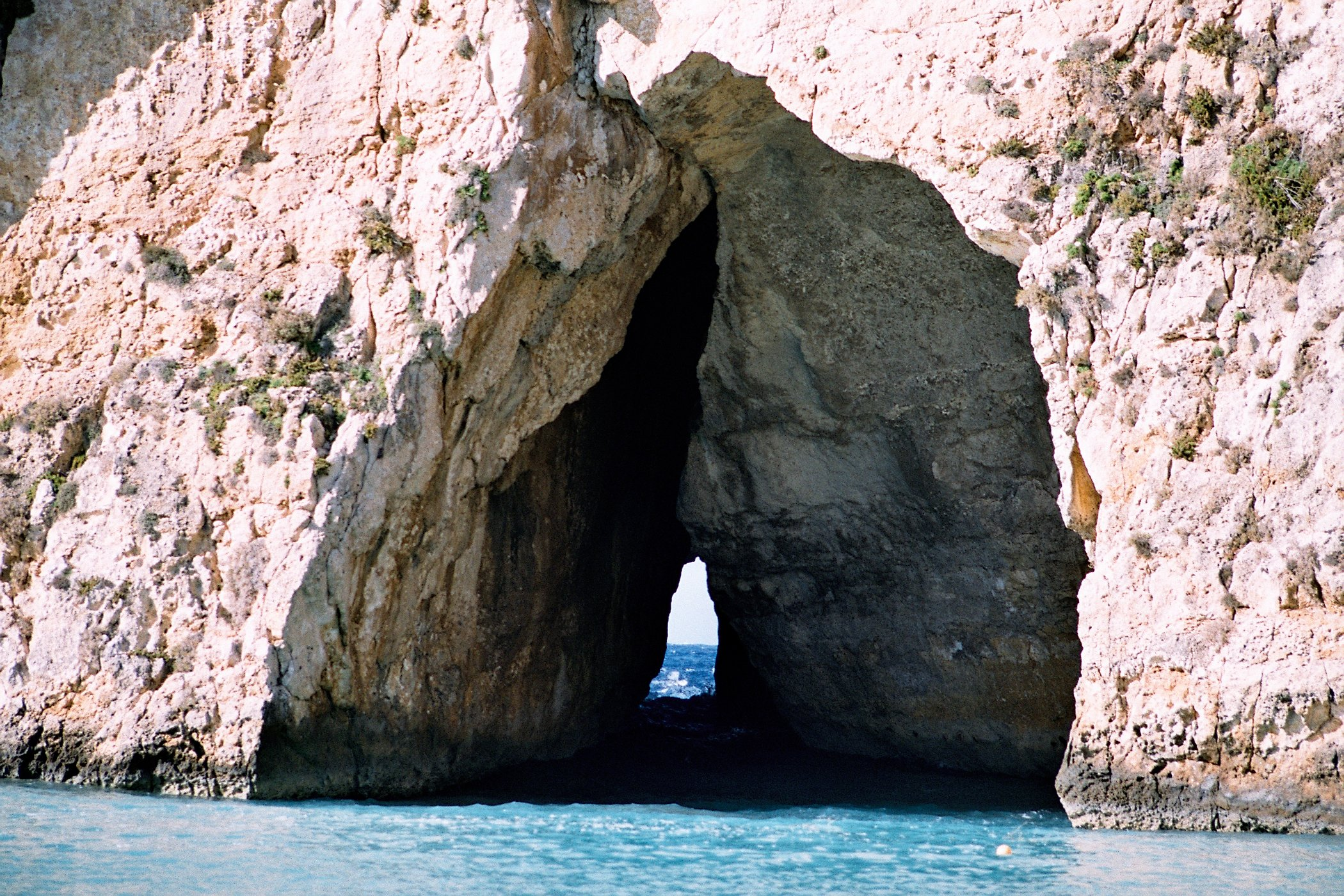
Внутрішнє море Гоцо в лютому 2007 року

У спокійні дні рибальські човни, звані по-мальтійськи Луцці, можуть проплисти крізь тунель. Деякі з човнів використовуються, щоб проплисти крізь прохід під склепіннями арки і потім зробити поїздку до найближчих скель та іншими місцями, переважно до Грибний скелі (англ. Fungus Rock) та іншим великим природним арках в кручах, званих Блакитним вікном.